# Rami bridge

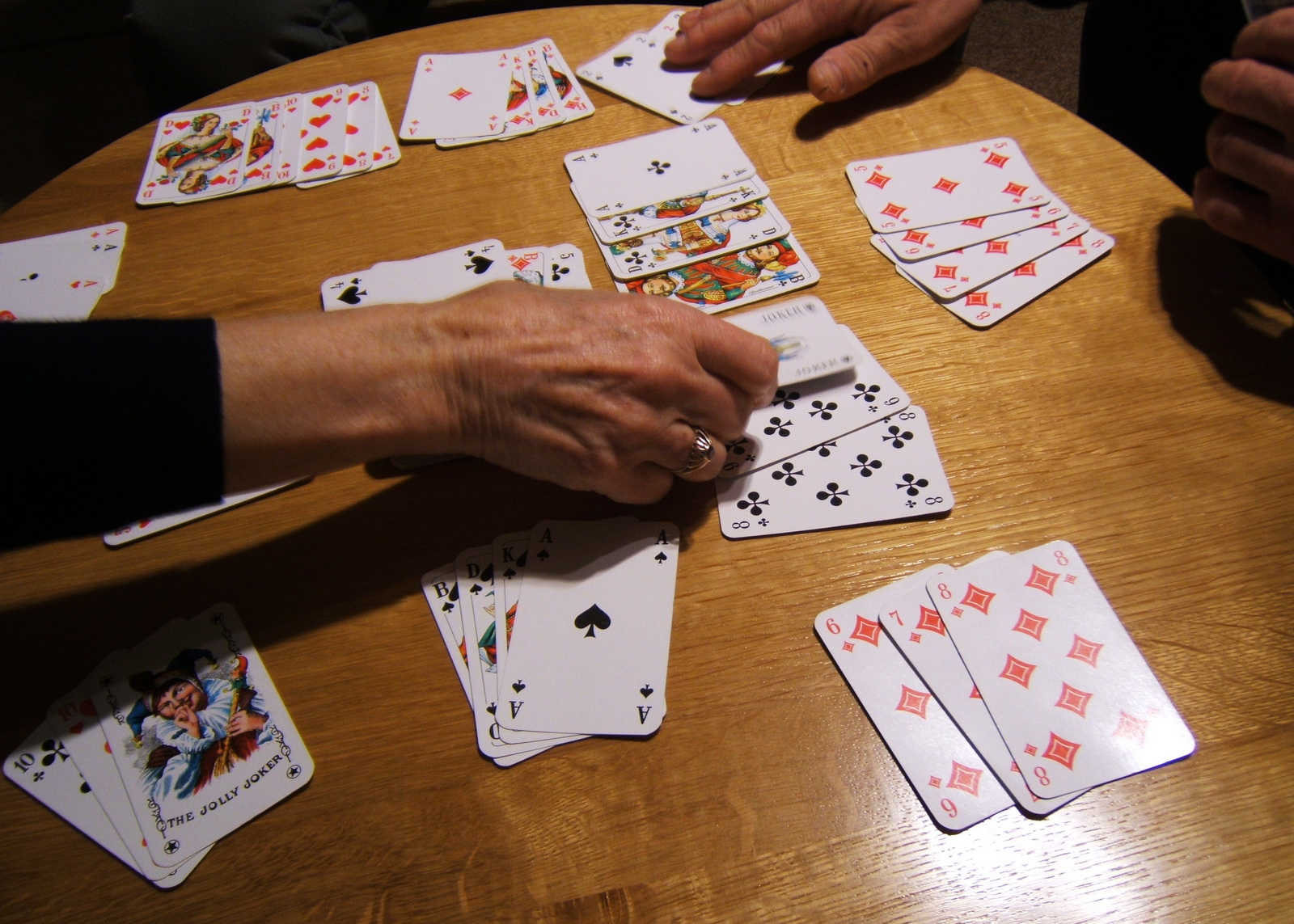
Wisselen van een joker

Rami bridge of Rummy of Pappen of Vijftigen  is een kaartspel voor twee of meer spelers. Het wordt gespeeld met 106 kaarten: twee boeken van 52 speelkaarten en van elke boek een joker.

## Spelregels

### Doel
Het doel van het spel bestaat erin, alle speelkaarten af te leggen.

### Spelbegin
De jongste of aangewezen speler geeft eerst. Hij wast de kaarten goed, laat zijn rechterbuur afnemen en deelt dan eerst zichzelf iedere speler in uurwijzerzin een voor een veertien kaarten. Zelf neemt hij een vijftiende kaart.
Hij legt de stapel met overblijvende kaarten met de rug omhoog in het midden van de tafel.

### Beurten
De gever mag als eerste 50 of meer punten afleggen of niet. Dan legt hij een kaart zichtbaar af naast de stapel. Daarna is de speler links van hem aan de beurt.
De volgende speler mag nu kiezen
- ofwel de bovenste kaart van de stapel nemen
- ofwel de open afgelegde kaart opnemen en dan 50 of meer punten afleggen

De speler mag dan 50 punten of meer afleggen en moet dan een kaart afwerpen naast de stapel.

### Reeksen
De speler aan de beurt mag de volgende reeksen van drie of meer kaarten afleggen: 
- Reeksen van drie of meer opeenvolgende kaarten in dezelfde kleur bijvoorbeeld ♥A–♥2–♥3, ♦8–♦9–♦10–♦B of ♣D–♣K–♣A, maar niet ♠K–♠A–♠2.
- Reeksen van drie of vier gelijke kaarten in verschillende kleuren, bijvoorbeeld ♥K–♦K–♣K of ♠3–♥3–♦3–♣3,

### De joker
Een joker kan om het even welke kaart vervangen bijvoorbeeld ♣B–♣D–J–♣A of ♠6–♥6–J.
Doch kan de joker maar één keer in één reeks voorkomen, dus niet als volgt 7-J-5-J-3.

### Punten
- De Heer, Vrouw en Boer tellen elk voor tien punten,
- De kaarten 2 tot 10 tellen zoveel punten als hun waarde,
- Een aas telt voor 10 punten in een reeks van drie of vier azen of in een rij naast een heer. In een reeks A-2-3 naast een 2 telt hij voor 1 punt.
- Een joker telt voor zoveel punten als de kaart die hij vervangt. In de hand telt hij op het einde van het spel voor 20 punten.

Als een speler de eerste keer aflegt, moet hij minstens 50 punten afleggen. Pas als hij 50 punten gelegd heeft, mag hij aanpappen of een joker wisselen.

### Later afleggen
Als een speler al 50 punten op tafel gelegd heeft, dan mag hij als hij aan de beurt is nog afleggen of aanpappen. De regel van 50 punten telt alleen de eerste keer.

### Aanpappen
Als een speler 50 punten heeft afgelegd, dan mag hij als hij aan de beurt is kaarten bijleggen aan reeksen die al op tafel liggen, reeksen van hemzelf of van de andere spelers.
Voorbeeld: Op tafel ligt ♥2–♥3–♥4. Als een speler  ♥ A en ♥ 5 in de hand houdt, dan mag hij die beide kaarten aan de figuur aanleggen.

### Een joker wisselen
Als een reeks met een joker op tafel ligt, bijvoorbeeld ♠6–♥6–J, en een speler houdt de 2 kaarten in de hand die de joker vervangt, hier dus ♣6 of ♦6, dan kan hij de joker en de kaarten verwisselen. De joker moet op tafel blijven en dus onmiddellijk in een nieuwe reeks afgelegd worden. Een joker wisselen mag pas na afleggen van 50 punten.

### Einde van het spel
De speler die als eerste alle 14 kaarten afgelegd heeft en zijn 15e kaart afwerpt, wint het spel.

## Geschiedenis
Er zijn twee theorieën over de oorsprong van Rami, waarbij het spel wordt toegeschreven aan Mexico of China in de 19e eeuw.
Volgens de eerste theorie ontstond het spel rond 1890 in Mexico uit het spel Conquian, zoals beschreven in Foster's Complete Hoyle. Dit spel gebruikte een Spaans kaartspel van 40 kaarten en had een mechanisme voor het vormen van combinaties.
Een andere theorie suggereert dat Rami uit Azië komt en afstamt van de Chinese variant Kun P'ai, die in 1891 door W.H. Wilkinson werd verwesterd als Khanhoo.
Spelwetenschapper David Parlett combineert beide theorieën en stelt dat Conquian, voor het eerst genoemd in 1852, de voorouder is van alle rummy-spellen en dat het gelijkwaardig is aan Khanhoo. Het principe van kaarten trekken en afleggen om combinaties te vormen, bestond al in Chinese kaartspellen in de vroege 19e of zelfs 18e eeuw.
Varianten zoals Gin Rummy en Canasta werden populair in de 20e eeuw, en in India is Indian Rummy waarschijnlijk een uitbreiding van Gin Rummy en 500 Rum, die beide in de VS ontstonden.
Over de naam "Rami" bestaan verschillende theorieën. Sommigen schrijven het toe aan het Britse slangwoord rum ("vreemd" of "eigenaardig"), terwijl anderen de oorsprong zoeken in het spel Rum Poker of de gelijknamige alcoholische drank. Rami is de Franse benaming, Rommé de Duitse.
Het spel Rummy is hieruit voortgekomen.